# Pendeldienst Utrecht Centraal – Utrecht Maliebaan

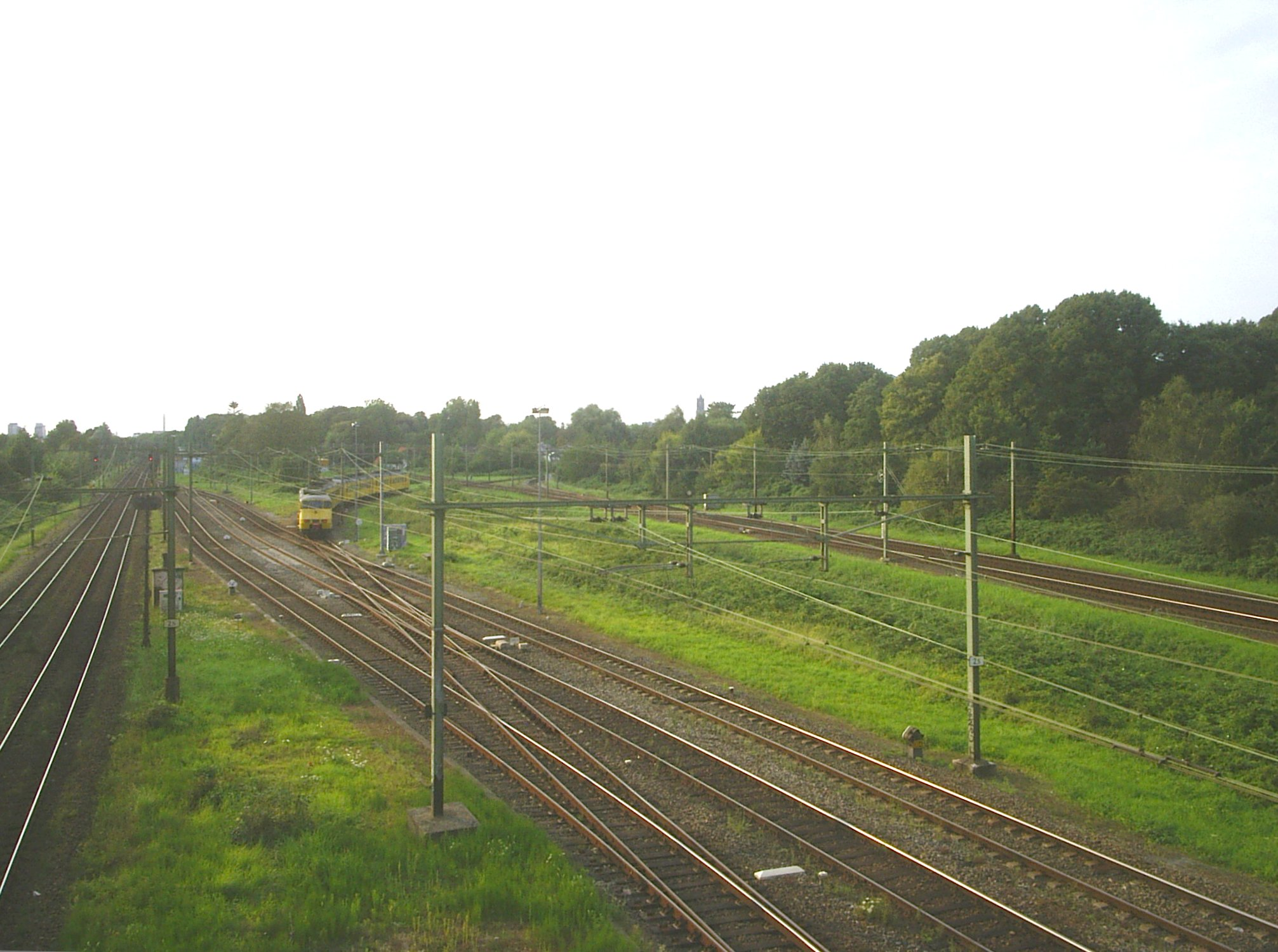
Na kop te hebben gemaakt rijdt de trein de spoorlijn naar het Maliebaanstation op.

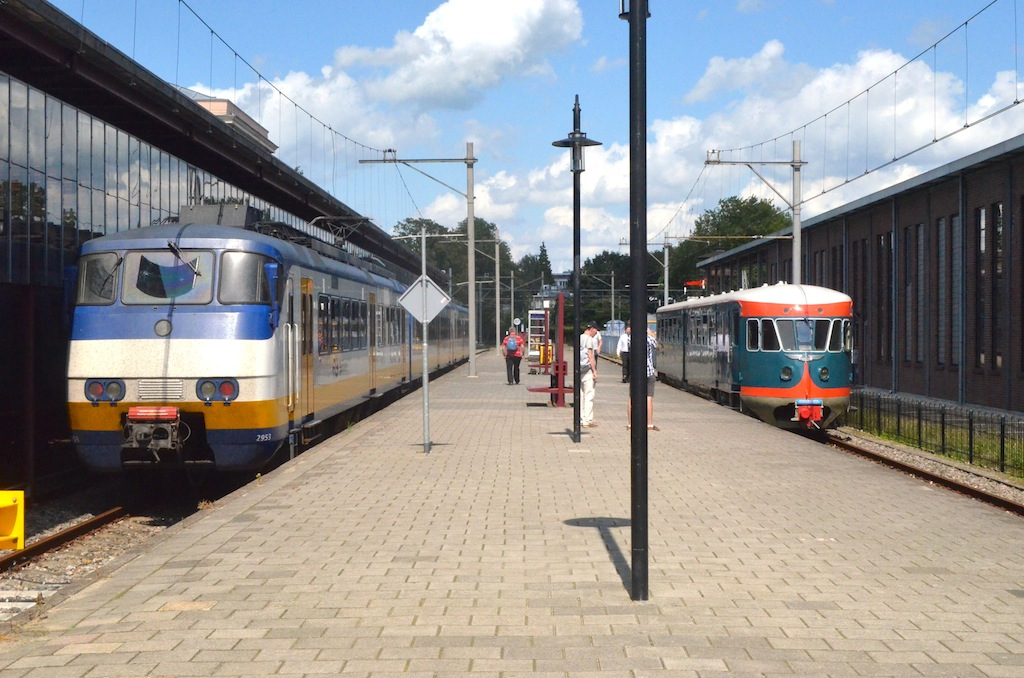
Een Sprintertreinstel (SGMm) staat in het Spoorwegmuseum gereed voor een rit op de pendeldienst. Rechts staat 'Blauwe Engel' DE 41 gereed voor een rit als Heimwee Express naar Amersfoort; 9 augustus 2014.

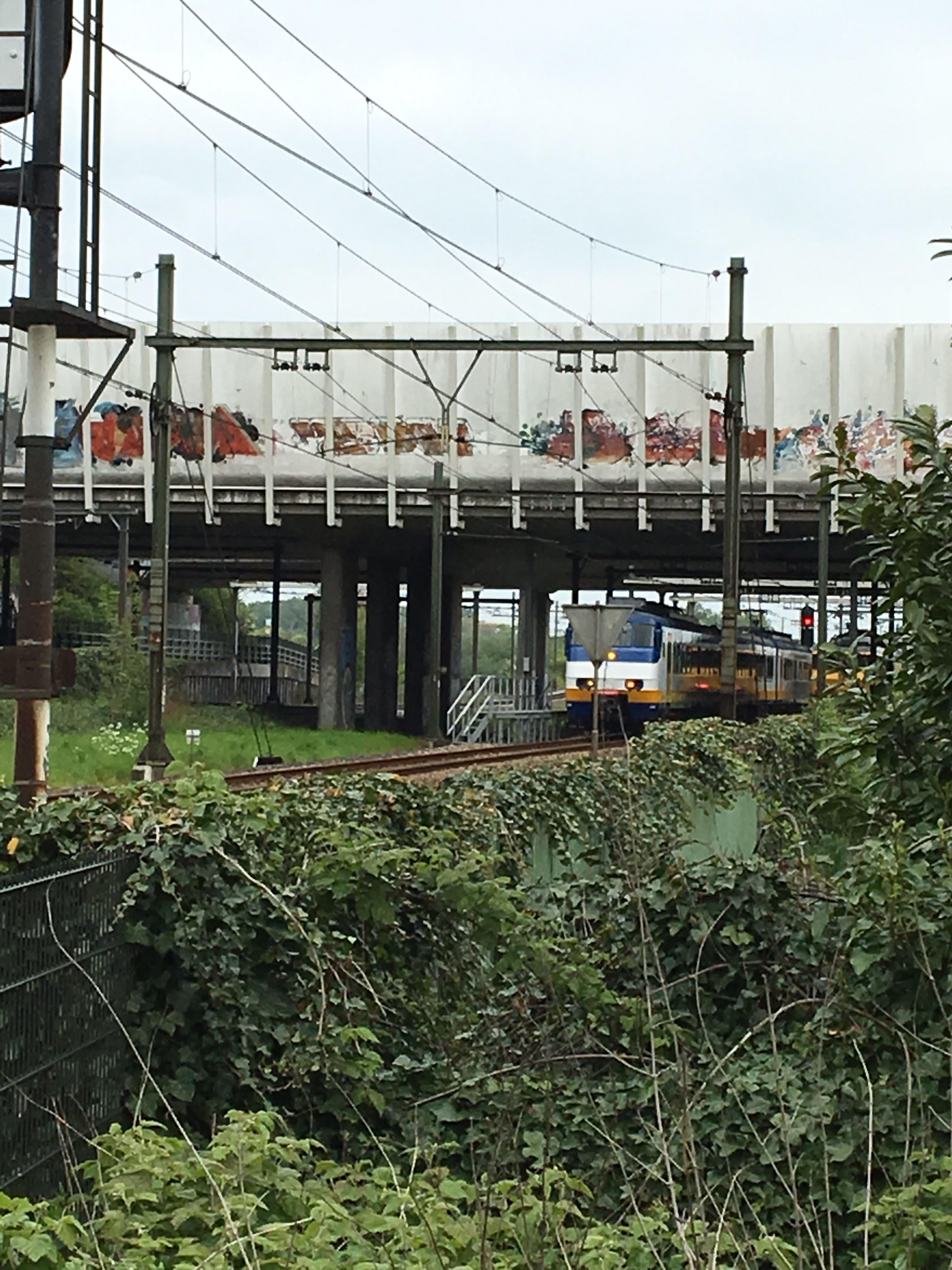
De Pendeldienst onderweg naar het Spoorwegmuseum die kopmaakt bij spoorwegknooppunt Blauwkapel onder het viaduct van de A27 (mei 2017).

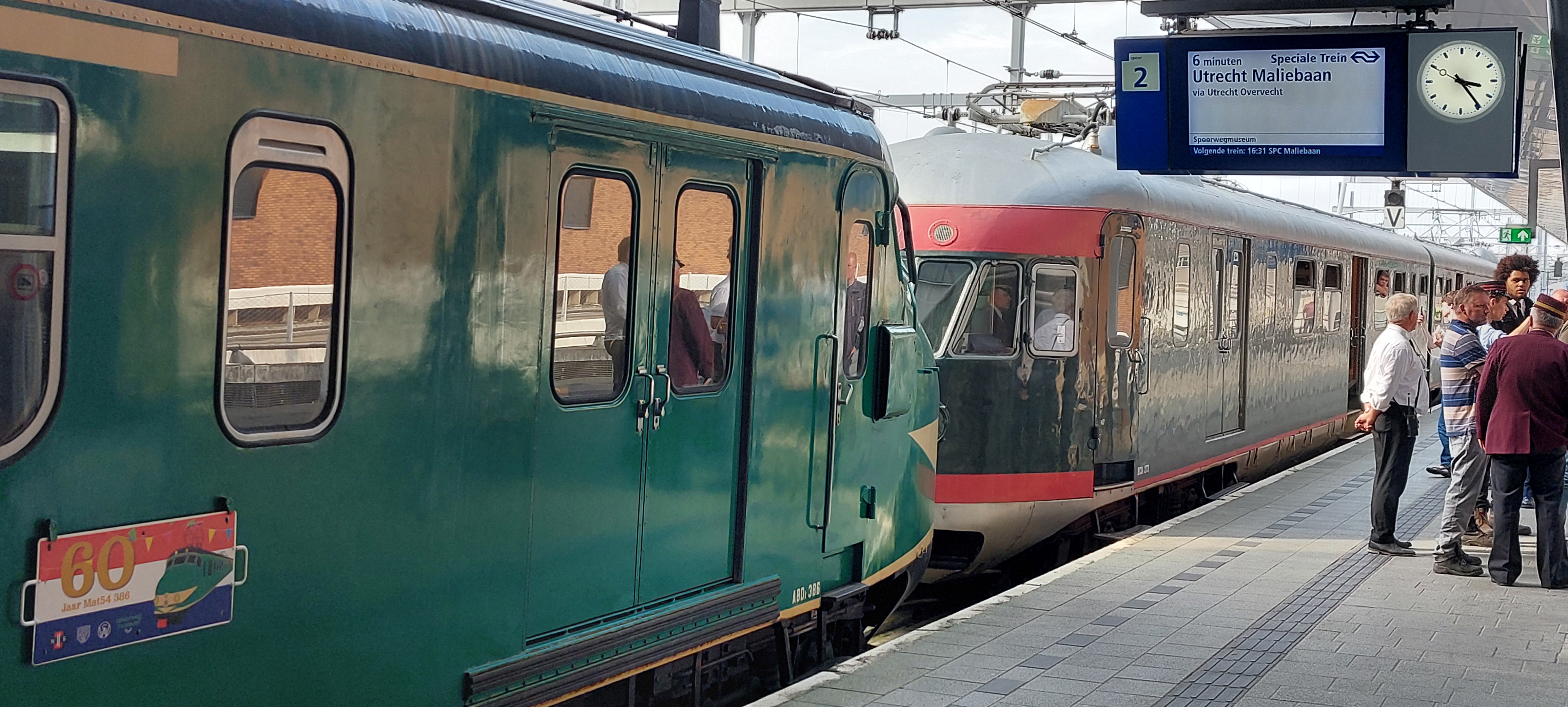
Pendeltrein bestaande uit mat '46 en mat '54.

De huidige pendeldienst tussen Utrecht Centraal en Utrecht Maliebaan bestaat sinds juni 2005. Door deze pendeldienst stoppen er weer regelmatig treinen bij station Utrecht Maliebaan, zodat het Spoorwegmuseum per trein bereikbaar is.

## Geschiedenis
Al eerder reed er een pendeldienst tussen Utrecht Centraal en Utrecht Maliebaan. In het jubileumjaar van de Nederlandse Spoorwegen, 1989, deed het pas gerestaureerde museum-Blokkendoos-treinstel hier dienst. Dit treinstel reed een halfuursdienst. Als het druk was werd het Blokkendoos-treinstel vervangen door Plan V-treinstellen waarmee een 20-minutendienst werd gereden.
Gelijktijdig met de heropening van het museum in 2005, na een grote verbouwing, werd een nieuwe pendeldienst ingesteld, die eenmaal per uur ging rijden.

## Route en rijtijden
NS verzorgt gedurende de openingstijden van het museum eens per uur een pendeldienst met station Utrecht Centraal (dit is meestal niet op maandag). Omdat er geen rechtstreekse verbinding mogelijk is, moet de trein onderweg kopmaken. Dit gebeurt sinds 2010 bij stopplaats Blauwkapel. De ritduur varieert van 15 tot 19 minuten.
De afstand van Utrecht Centraal naar het museum is met de pendel ongeveer 9 kilometer. Vooral door het kopmaken gaat veel tijd verloren. Te voet is het 1,5 kilometer, wat in ongeveer dezelfde tijd kan worden afgelegd.
Het betreft de volgende treinserie:
| Serie | Treinsoort    | Route                                                    | Bijzonderheden                                                                                              |
| ----- | ------------- | -------------------------------------------------------- | --- |
| 28300 | Sprinter (NS) | Utrecht Centraal – Utrecht Overvecht – Utrecht Maliebaan | Trein naar het Spoorwegmuseum, alleen als dit open is (niet op maandag, behalve tijdens de schoolvakanties) |

### Eerdere routes
Het kopmaken gebeurde de eerste jaren bij Lunetten Aansluiting. De trein reed op alle dagen dat het museum open was.
Vanwege de werkzaamheden voor de capaciteitsuitbreiding tussen Vleuten en Geldermalsen (VleuGel) verviel per 2009 de rechtstreekse verbinding tussen Utrecht Maliebaan en Utrecht Lunetten Aansluiting: er kon daar sindsdien vanaf Utrecht Maliebaan alleen nog richting Arnhem worden gereden. Daarom keerden de treinen sinds 14 december 2008 te Driebergen-Zeist. De ritduur werd hierdoor verlengd van een kwartier tot ongeveer 25 minuten, maar reizigers konden ook in- en uitstappen op station Driebergen-Zeist. Per 2 februari 2009 werden de doordeweekse ritten opgeheven en reed de museumtrein alleen nog op zaterdag en zondag.
Per 26 juli 2010 werd de route weer gewijzigd, er wordt sindsdien gereden via station Utrecht Overvecht, waar sinds 6 februari 2024 wordt gestopt. Er wordt kopgemaakt op spoorwegknooppunt Blauwkapel waardoor de ritduur afhankelijk van de wachttijd daar weer terugging naar 15 tot 19 minuten.

## Vervoerbewijs
Station Utrecht Maliebaan (ook aangeduid als het Spoorwegmuseum) is op 14 november 2012 een regulier tariefpunt geworden. Er zijn ook de normale voorzieningen hiervoor: NS-kaartlezers en een NS-kaartautomaat. Voor die tijd moest een speciaal kaartje gekocht worden voor de pendeldienst en waren reguliere vervoerbewijzen niet geldig. Ook was vroeger een combiticket beschikbaar. Dit kaartje was een vervoerbewijs op de pendeldienst en toegangskaart tot het museum.

## Materieel
Sinds 10 december 2006 reed in de museumpendel overwegend SGM-II. Regelmatig werd echter ook Plan V ingezet. Sinds 2008 werd de gemoderniseerde  SGMm-II, ingezet als museumpendel. Ook de Sprinter Lighttrain (SLT) werd sinds 2010 ingezet als pendeldienst, naast de Mat'64. Enige tijd is de pendeldienst tussen Utrecht Centraal en Utrecht Maliebaan deels gereden door het treintype DDZ. Deze reed 's ochtends mee met de 5600 serie (Zwolle - Utrecht Centraal), om vervolgens dienst te doen tussen Utrecht Centraal en Utrecht Maliebaan. 's Avonds reed deze DDZ weer als versterking in de 5600 serie.
Nadat het SGM in december 2021 buiten dienst is gesteld worden sinds de dienstregeling 2022 voornamelijk de Sprinter Lighttrain (SLT) en de nieuwe Sprinter Nieuwe Generatie (SNG) gebruikt.
Op 20, 21 en 22 september 2024 werd ter gelegenheid van de Raildagen de pendeldienst uitgevoerd met historische treinstellen (Mat '46 en Mat '54) van het Spoorwegmuseum.